# Adam Skoczylas (himalaista)
Adam Skoczylas (ur. 3 października 1929 w Bielsku, zm. 25 listopada 1966 w Łodzi) – polski taternik, alpinista, himalaista i pisarz górski.
W Tatrach wspinał się latem i zimą, dokonując trudnych pierwszych przejść, m.in. z Janem Długoszem. W 1957 i 1959 brał udział w wyjazdach w Alpy, w 1958 w Piryn (zimą), w 1960 w wyprawie w Himalaje Nepalu.
Pisywał na tematy alpinistyczne w prasie fachowej („Taternik”, „Wierchy”) i popularnej („Przekrój”, „Gazeta Krakowska”), jest autorem 3 książek o tematyce górskiej (niedawno wznawianych).
Podczas pierwszego wyjazdu w Alpy uczestniczył w słynnej akcji ratunkowej na północnej ścianie Eigeru (wraz z 7 innymi Polakami, w łącznej ekipie ok. 40 osób). Na podstawie tych wydarzeń napisał opowiadanie Stefano, przyjdziemy jutro (po raz pierwszy ukazało się w zbiorowej książce Burza nad Alpami, 1958, a potem w zbiorze jego opowiadań pt. Cztery dni słońca, 1962). Opowiadanie to pt. Stefano, we shall come tomorrow ukazało się jako osobna książka w Londynie w 1962 w języku angielskim.
Skoczylas wraz z innym polskim alpinistą Jerzym Hajdukiewiczem (lekarzem wypraw) byli pierwszymi po II wojnie polskimi wspinaczami w Himalajach. W 1960 razem uczestniczyli w szwajcarskiej ekspedycji na ośmiotysięcznik Dhaulagiri, ostatecznie zdobyty przez 6 uczestników tej wyprawy 13 i 23 maja (ale bez udziału Polaków). Skoczylas opisał tę wyprawę w wydanej w 1965 książce Biała Góra.
Zmarł w wyniku długotrwałej choroby.
Pośmiertnie wydano także Tam gdzie góry sięgają nieba (1967) – zbiór reportaży z Nepalu.
Mąż taterniczki i pisarki Anny Skoczylas, brat taternika Zbigniewa Skoczylasa.